# دین زیمرمن (فیلسوف)
دین دبلیو زیمرمن، استاد فلسفه آمریکایی در دانشگاه راتگرز متخصص در متافیزیک و فلسفه دین است.